# Успешная группа
«Успешная группа» — российский рэп-дуэт, образованный в 2009 году в городе Новокузнецк. В состав группы входят Эльдар Джарахов и Александр Смирнов (Тилэкс).

## История группы
Уже в школьные годы участники нынешнего рэп-дуэта «Успешная группа» Эльдар Джарахов и Александр Смирнов (Тилэкс) занимались творческой деятельностью — выступали на школьных мероприятиях, создавали свои собственные рэп-композиции, снимали юмористические видео на телефон и даже создали свою первую рэп-группу под названием «Prototypes MC’s».
Позже Эльдар и Саша начинают снимать видео на YouTube, тогда же был придуман проект «Успешная группа». Первое время их начинание не получало достойного отклика аудитории. У них было желание заявить о себе, поэтому они решили сделать это при помощи популярной публичной страницы MDK в социальной сети ВКонтакте. Они исполнили песню «Э РОН ДОН ДОН — ГИМН МДК», которая содержит в себе все самые популярные мемы того времени. Об этой работе узнала администрация сообщества, высоко оценившая работу, и предложила им сотрудничество. Участники дуэта должны были размещать логотип сообщества в своих работах, а взамен они бы публиковались на MDK. Это сотрудничество помогло получить дуэту первую известность.
7 ноября 2022 года канал был переименован с "Успешная группа" на "2 BOYZ NO CAP".
Позже 24 апреля 2024 года канал был опять переименован,но уже на ROCK'N'ROFL (экс-Успешная группа),подтверждая таким способом,что грядущее продолжение Rock'n'Rofl Rock'n'Rofl 2 будет выпущенно

## Состав группы
- Эльдар Джарахов. Родился 12 июля 1994 года в селе Сторожевские Хутора Липецкой области. Имеет личный канал на YouTube, на который подписано более трёх миллионов человек.
- Александр Смирнов (Тилэкс). Родился 8 апреля 1994 года в Новокузнецке. Имеет личный канал на YouTube, на который подписано более 500 тысяч человек.

## Дискография

### Успешная группа

#### Альбомы
| 2017 — Успешный альбом                                                                                     |
| --- |
| 1. Блокеры 2. Можно всё 3. Странный 4. Покеболл 5. Любовь 6. Пацаны не плачут 7. Понты 8. Кумыс 9. Цок-Цок |

| 2015 — Альбом |
| --- |
| 1. Х** мусорам 2. Мой елдак 3. Осень 4. ЦОК-ЦОК 5. Бутылка Жигуля 6. Ты Тупая П**да 7. Трахаться, курить и бухать 8. Спят усталые борцухи |

| 2013 — Успешный Рэп-Баттл |
| --- |
| 1. Дружба (#УРБ, 1 раунд) 2. Instagram (#УРБ, 1 раунд) 3. Настя (#УРБ, 1 раунд) 4. Как подняться в России (#УРБ, 1 раунд) 5. Дисс на шаурму (#УРБ, 1 раунд) 6. Москва (#УРБ, 1 раунд) 7. Быть добрее (#УРБ, 1 раунд) 8. Спасибо, алкоголь (#УРБ, 1 раунд) 9. Трахаться, курить, бухать! (#УРБ, 2 раунд) 10. 15 МИНУТ НАЗАД (#УРБ, 2 раунд) 11. Мое второе «Я» (#УРБ, 2 раунд) 12. С ПИВОМ ПОКАТИТ (#УРБ, 2 раунд) 13. Будь проще (#УРБ, 2 раунд) 14. НЕ ХОЧУ (#УРБ, 2 раунд) 15. Такова жизнь (#УРБ, 3 раунд) 16. Не надо отчаиваться! (#УРБ, 3 раунд) 17. Тобою болен (#УРБ, 3 раунд) 18. «МАЛЕНЬКИЙ МИР» (#УРБ, Финал) 19. АЛЬБОМ (KAKA 47, #УРБ, Финал) |

| 2013 — РЕп Школа |
| --- |
| 1. Математика, история, рус. яз. 2. English, физкультура, труд. 3. Кто сорвал урок? 4. Какие каникулы? 5. Этика, физкультура. 6. Труд, химия, физика. 7. Информатика, русский язык, ОБЖ, литература. 8. Музыка, зоология, сексология. 9. Психология, литература (feat. Дима Карташов). 10. Эдуард Эдуаши. 11. Классный час, экономика. 12. Последний звонок (LongMix). |

| 2013 — Диссы на заказ |
| --- |
| 1. Коля и Влад (ВЫПУСК 1) 2. Даша (ВЫПУСК 2) 3. Юра (ВЫПУСК 3) 4. Антон-Г**дон (ВЫПУСК 4) 5. Настя не права (ВЫПУСК 5) 6. Колхозный мачо (ВЫПУСК 6) 7. Кирюха-Чёрт (feat. СД) (ВЫПУСК 7) |

| 2012 — Успешный альбом |
| --- |
| 1. Если не стоит… 2. Гимн МДК 3. Красный мокасин 4. Тупая п**да 5. Иди сюда 6. Спят усталые борцухи 7. Баран баран баран 8. Счастливый конец 9. Baby Style 10. Без МДК не торт! 11. Самый красный мокасин 12. Жирные бока 13. Бутылка жигуля 14. Песня про лень 15. Она даст 16. Страшная месть 17. Мой елдак 18. Пацаны не плачут 19. Ты ушла 20. Улыбнись 21. Чоткий орех 22. Я не баран 23. Рэп про твою маму 24. Бесит 25. Осень 26. В следующий понедельник 27. Не жалей не о чём 28. Прокачай тусу дома 29. Сексология-1 30. Сексология-2 31. Бегу к тебе 32. Ори 33. Песня о родном городе 34. Samsung Creative Lab 35. Улыбаюсь |

| 2009 — Наш стиль |
| --- |
| 1. MixTape Volume 1 2. Жизнь на бумаге 3. Download (mixtape) 4. «Лжец, лжец» 5. Fantastic 4th MixTape 6. Весь мир 7. «Вы же не выше» 8. MIXTAPE «ОСКОЛКИ» 9. XXXTAPE |

#### Дуэты
- Миллион (feat. CMH, Антон Риваль)
- По ветру (feat. CMH, МС Пёс)
- Х** мусорам (feat. Ильич)
- Арбуз (feat. ВанчО)
- Понты (feat. Ник Черников)
- Её улыбка (feat. Ровное место)
- Кумыс (feat. Артём Бизин)
- Москвастан (feat. Сеймур Касумов)
- Застрявшие (feat. Антон Риваль)
- Лови Хайп (feat. Антон Риваль)
- У тебя был комар (feat. Антон Риваль)
- Цок-Цок (feat. Дмитрий Власкин, Мария Вэй)
- Поезд хайпа (feat. Сергей Дружко)
- Кирюха-чёрт (feat. СД)
- У моей девушки День рождения —feat. Максим Тарасенко ( The Brian Maps )

#### Cover-версии
- Голая (Градусы cover)
- Бутылек (Макс Корж cover)

### КликКлакБэнд

#### Треки
- Номер один
- Любовь
- Ко второму уроку
- Рэп-звезда
- Дон Ягон
- Опасный
- Порядочный парень

## Награды и премии
| Год  | Премия              | Категория, работа         | Результат |
| ---- | ------------------- | ------------------------- | --------- |
| 2013 | Медиа Премия Рунета | Лучший видеопроект Рунета | Победа    |
| 2015 | Видфест             | Лайк за музыку            | Победа    |
| 2017 | Видфест             | Лайк за песню             | Победа    |

- Один из наиболее популярных видеороликов в России в 2017 году по версии Google — клип «Блокеры»[10][11][12][13][14][15][16].